# Église Saint-André de Velroux
Pour les articles homonymes, voir Église Saint-André.
L'église Saint-André est un édifice religieux catholique du village de Velroux dans la commune de Grâce-Hollogne en province de Liège (Belgique). La tour médiévale est classée.

## Situation
L'édifice se situe situé au centre du village de Velroux, le long de la rue du Village. Il est entouré par le cimetière ceint d'un mur en brique.

## Historique
L'église Saint-André se compose de deux parties érigées environ sept siècles l'une après l'autre. La tour romane est élevée dès le XIIe siècle (et remaniée vers 1550) alors que la nef et le chœur actuels ont été construits en 1836 dans le style néo-gothique.

## Architecture

### Tour médiévale
La tour carrée médiévale de l'église est constituée d'un mélange de moellons de grès et de pierres calcaires. Elle compte trois niveaux, un bandeau saillant en pierre de taille délimitant le premier et le deuxième niveau. Les angles du bâtiment sont élevés en pierres calcaires équarries. La porte d'entrée est placée au centre d'une ancienne ouverture en arc brisé que l'on remarque par le comblement en  pierre calcaire. L'aspect défensif de la tour se caractérise par la présence de trois meurtrières visibles sur la face sud de la tour. À gauche de la meurtrière la plus basse, on peut voir une pierre avec armoiries. La partie supérieure possède deux abat-son sur deux faces. La toiture en ardoises à quatre pans est surmontée par un coq en girouette.

### Nef et chœur
Le soubassement de la nef et du chœur est réalisé avec les mêmes matériaux utilisés pour la construction de la tour. Il s'agit vraisemblablement d'un remploi des pierres qui avait servi à la construction de l'ancienne nef. Le reste est bâti en brique avec contreforts latéraux. La nef compte trois travées avec baies cintrées. Le chœur, de dimension plus réduite, est prolongé dans l'axe par la sacristie. À l'intérieur, se trouve une dalle funéraire d'Arnold de Velroux datant de 1270.

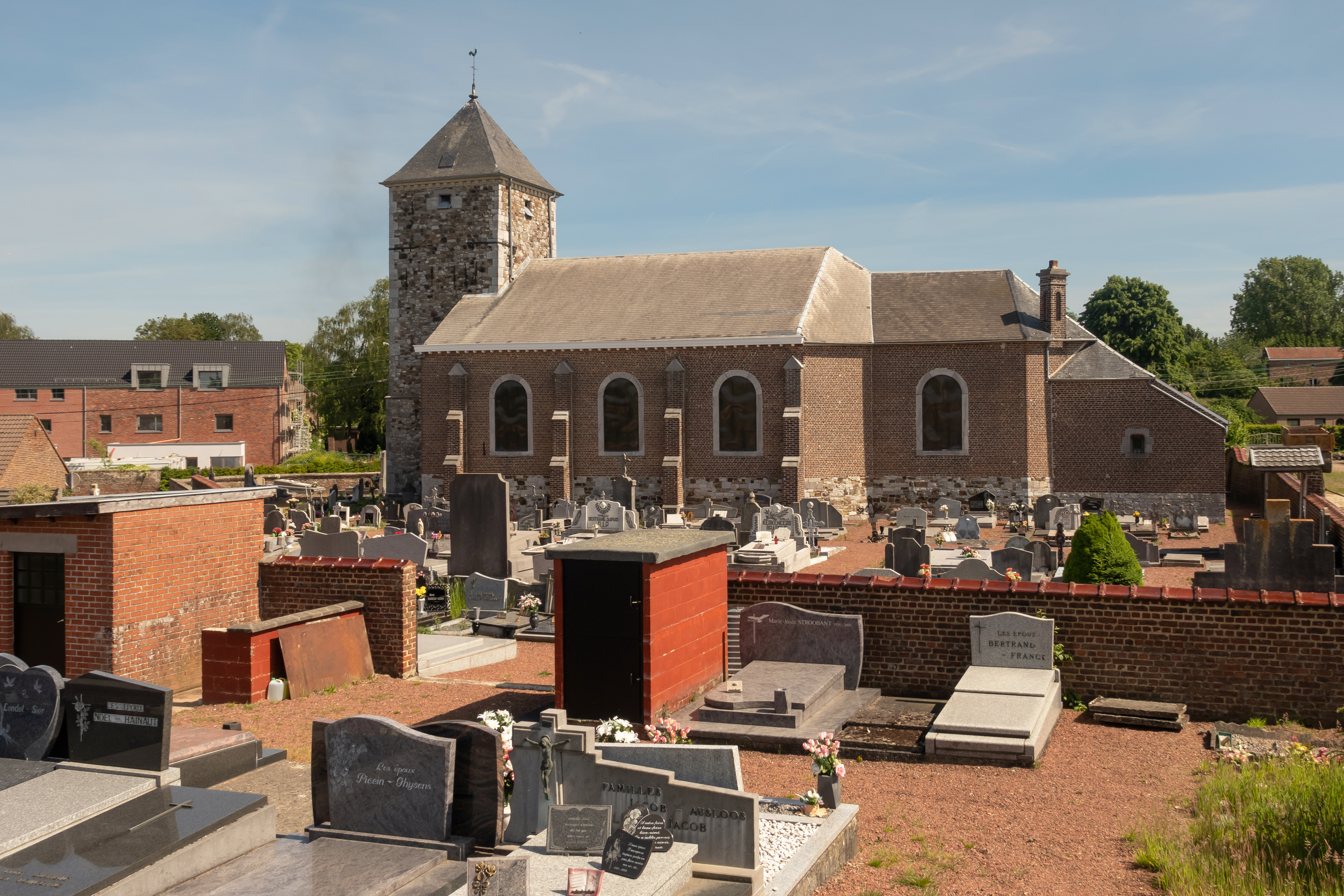

## Classement
La tour de l'église est reprise sur la liste du patrimoine immobilier classé de Grâce-Hollogne depuis le 14 juin 1951.